# Albert Henri de Ligne

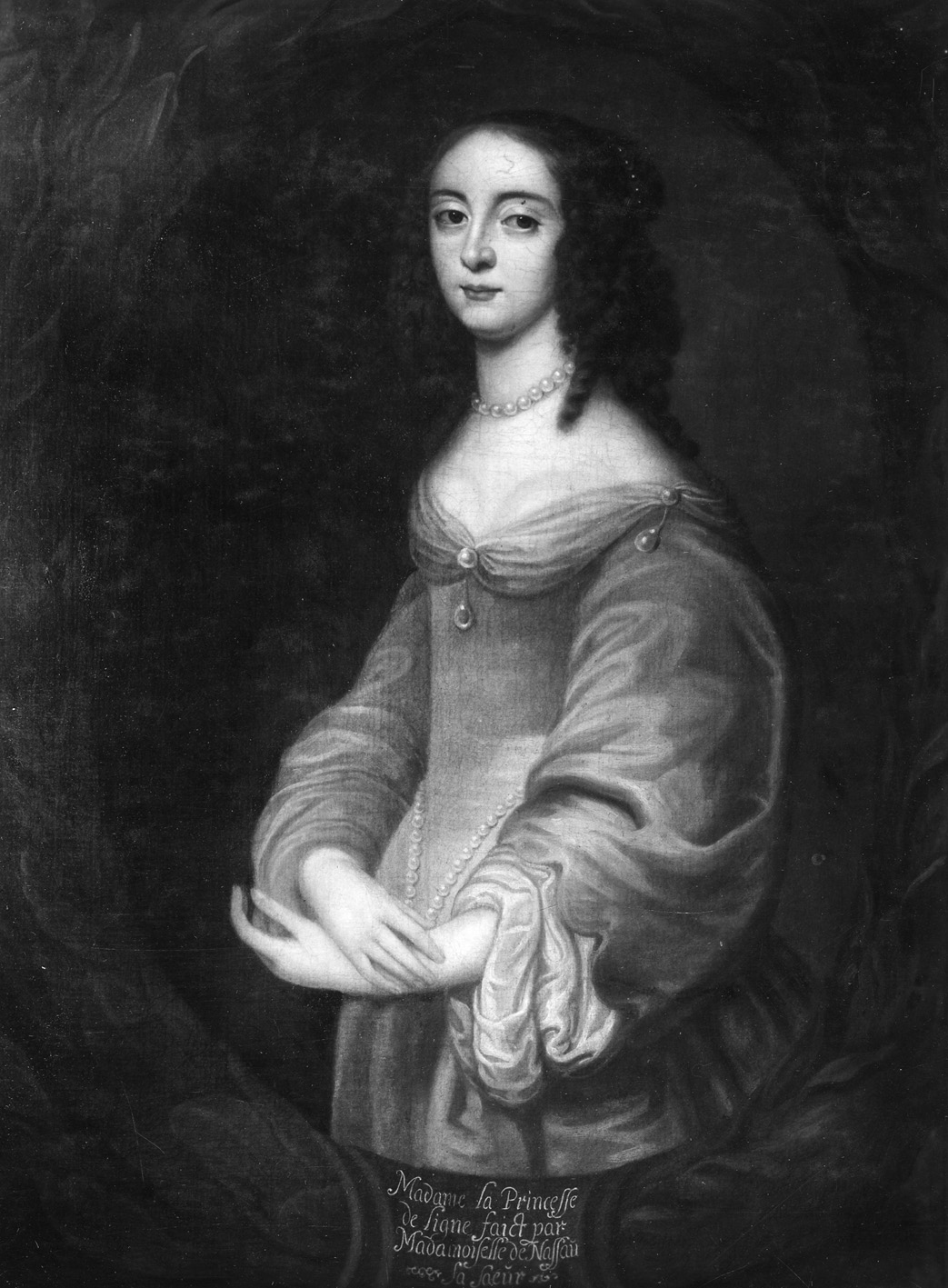
Claire-Marie de Nassau-Siegen (1621-1695)

Albert Henri (né le 27 décembre 1615, mort le 1er mai 1641), 2e prince de Ligne était un aristocrate des XVIe et XVIIe siècles.

## Biographie
Albert-Henri succéda à la seigneurie de Roubaix à la mort de sa grand-mère Anne-Marie de Melun.
Il avait épousé, le 27 janvier 1634 à Bruxelles, sa cousine-germaine Claire-Marie de Nassau-Siegen (7 octobre 1621 † 2 septembre 1695), fille de Jean VIII de Nassau-Siegen (1583 † 1638), comte de Nassau-Siegen et d'Ernestine-Yolande de Ligne (1594 † 4 juin 1668), princesse de Ligne, dont il n'eut point d'enfants.
C'était un prince instruit qui aimait et recherchait les livres ; il avait fondé en son château de Belœil une bibliothèque vaste et commode où il réunit beaucoup de manuscrits curieux, cités par Sandérus dans sa Bibliothèque des manuscrits de la Belgique.
Albert-Henri de Ligne mourut en 1641, laissant ses biens et ses titres à son frère.

## Titres
- 2e Prince de Ligne, d'Amblise et d'Épinoy et du Saint-Empire ;
- Grand d'Espagne,
- Marquis de Roubaix et de Ville,
- Comte de Néchin,
- Vicomte de Leyde,
- Premier ber de Flandre,
- Pair de Hainaut et de Namur,
- Baron de Fagnolles,
- Baron de Belœil, de Wassenaer, d'Antoing, de Cysoing.